# Maison de Milan A. Pavlović
La maison de Milan A. Pavlović (en serbe cyrillique : Кућа Милана A. Павловића ; en serbe latin : Kuća Milana A. Pavlovića) est située à Belgrade, la capitale de la Serbie, dans la municipalité urbaine de Stari grad. Construite en 1912, elle est inscrite sur la liste des biens culturels de la Ville de Belgrade.

## Présentation
La maison de Milan A. Pavlović, située 18 rue Gračanička, a été construite en 1912 sur des plans de l'architecte Nikola Nestorović ; elle est édifiée à l'angle de deux rues et les appartements intérieurs évoluent autour d'un escalier central. L'extérieur mêle des éléments de l'architecture académique, visibles dans l'architecture de l'ensemble, et des éléments de décoration Art nouveau.
Les façades sont rythmées par des divisions horizontales constituées de corniches en avancée. Le rez-de-chaussée et le premier étage sont dessinés dans un style cohérent, avec des pilastres entre les fenêtres ; au-dessus du toit de trouve un attique, doté de petites ouvertures. L'angle du bâtiment, étroit, est constitué d'une façade arrondie surmontée par un dôme circulaire.
Au cours du temps, l'édifice a changé de fonction. Il a abrité l'Association équestre du Danube Knez Mihajlo, familièrement nommé le Jockey Club ; une salle de cérémonie a, plus tard, été ajoutée à l'édifice. Après la Seconde Guerre mondiale, il a abrité l'Institut de criminologie et de recherches sociologiques.